# Hadera
Hadera (în ebraică חֲדֵרָה AFI: [χadeˈʁa]) este un oraș din Districtul Haifa, Israel, în partea de nord a câmpiei Sharon, la aproximativ 45 de kilometri (28 mile) de marile orașe Tel Aviv și Haifa. Orașul este situat de-a lungul a 7 km (5 mi) de câmpie de coastă a Mediteranei israeliene. Populația orașului include o mare parte din imigranții care au sosit după 1990, în special din Etiopia și din fosta Uniune Sovietică. În 2019 avea o populație de 97.335 de locuitori.